# Marienhain (Demmin)

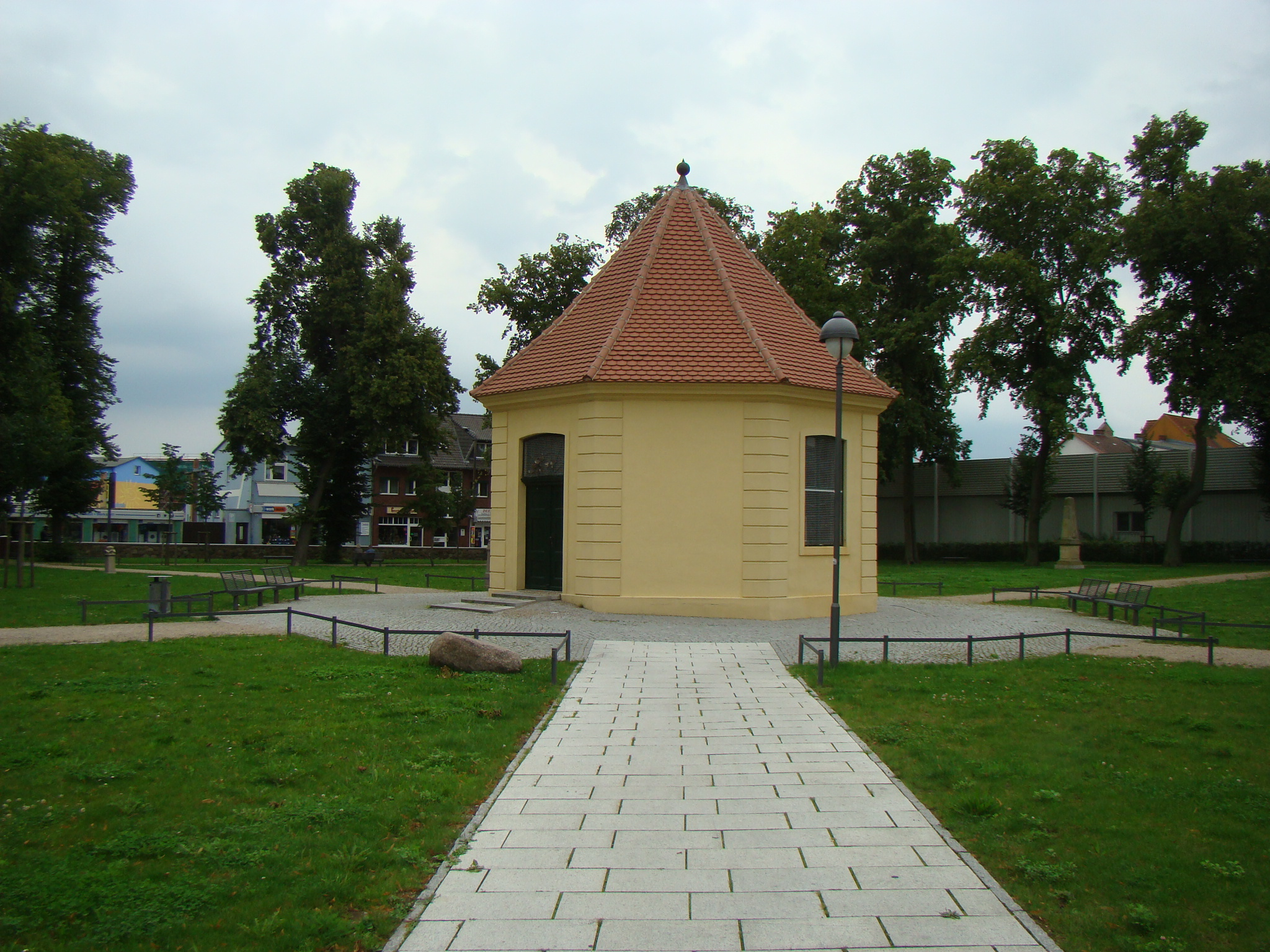
Pavillon im Marienhain

Der Marienhain ist ein Hain und ehemaliger Kirchhof in der Hansestadt Demmin. Seinen Namen verdankt er der alten Marienkirche, die dort seit dem Mittelalter bis zu ihrer Zerstörung im Dreißigjährigen Krieg stand.

## Geschichte
Die spätestens ab dem 14. Jahrhundert östlich der Demminer Stadtbefestigung bestehende Marienkirche war von einem Friedhof umgeben. Nach einer Kirchenvisitation 1626 ließ der Rat der Stadt einen „guten Teil der Feldsteinmauer durch die Stadtbauern aufziehen“. Zur Vergrößerung des Kirchhofs schenkte der Stadtrat „einen ziemlichen Platz aus der Freiheit“.
Im Dreißigjährigen Krieg ließ Federigo Savelli, Feldmarschall der kaiserlichen Truppen in Demmin, die Marienkirche aus militärischen Gründen schleifen und den Kirchhof teilweise in die Demminer Stadtbefestigung einbeziehen, um die Hansestadt besser gegen die anstürmenden Protestanten verteidigen zu können. Bei weiteren Kriegen in Schwedisch-Pommern und Belagerungen Demmins im 17. und 18. Jahrhundert wurde die Friedhofsmauer völlig zerstört.
Auf dem Friedhof, den ab 1795 eine neue Einfriedungsmauer umgab, fanden von 1800 bis 1846 wieder Bestattungen statt. Obwohl schon Schulgärten mit einbezogen worden waren, reichte danach der Platz nicht mehr aus. Deshalb wurde an der Straße nach Jarmen ein neuer Friedhof angelegt. Von den alten Grabstellen sind unter anderem das 1815 von Johann Gottfried Schadow entworfene Grabmal des Demminer Kaufmanns Jürgen Peter Lobeck und dessen Frau Salome Charlotte sowie die Muhrbeck-Stele erhalten. Ketil Johann und Julius Gustav Lorenz Muhrbeck waren Ärzte, die sich im 18. Jahrhundert um die Bekämpfung der Cholera verdient machten.
Als zentraler Punkt des Marienhains dient der 1797 als Grabkapelle errichtete achteckige Pavillon. 1937 gestaltete der Maler Karl Rumpel im Auftrag des Demminer Magistrat die Innenwände der Kapelle mit Historiengemälden zur Stadtgeschichte. Die Besucher der Marienkapelle schauten gleichsam in ein Geschichtsbuch, denn in der Mitte des Raumes befand sich in einem Glaskasten ein großes Stadtmodell aus Gips und zwischen den Historienbildern waren Wappen der vier wichtigsten Demminer Patrizierfamilien aufgetragen. Die vier Wandgemälde trugen folgende Titel:
- „Heinrich der Löwe“: Die Festung Demmin öffnet Heinrich dem Löwen 1177 ihre Tore; mit dem Wappen des Herzogs rechts oben im Bild.
- „Hansezeit“: Hafengeschehen aus der Hansezeit 1283; mit dem Wappen der Hansestadt Lübeck rechts oben im Bild.
- „Schwedenzeit“: Schwedisches Wach- und Zollhaus an der Meyenkrebsbrücke; mit dem schwedischen Königswappen rechts oben im Bild. Nachdem Schweden 1648 ganz Vorpommern erobert hatte, zogen sie sich 1720 zugunsten Preußens auf das Gebiet „links der Peene“ zurück. Demmin wurde – wie so oft – zur Grenzfestung.
- „Preußenzeit“: Die königliche Kutsche vor der Stadt; mit dem Wappen des preußischen Königs rechts oben im Bild. In der Preußenzeit kam der Schatzkanzler Philipp Otto von Grumbkow zur Kontrolle der wirtschaftlichen Entwicklung mehrmals nach Demmin. 1733 besuchte der „Soldatenkönig“ Friedrich Wilhelm I. selbst die Stadt, um die Einwölbung der St.-Bartholomaei-Kirche voranzutreiben. Nach deren Neueinweihung war auf dem südlichen Pfeiler des Altarraumes der Kirche folgende Inschrift zu lesen: „Durch Friedrich Wilhelms Huld hat dieses Haus erlangt, daß es mit sichrer Deck und anderem Zierrath prangt“.[1]

Obwohl Rumpels Bilder nicht den Nationalsozialismus zeigten, wurden die Wandgemälde nach dem Zweiten Weltkrieg entfernt. Von den farbigen Gemälden sind nur Schwarzweißfotografien erhalten geblieben. Der Heimatverein Demmin hat Fotos von diesen Wandbildern.
Sie wird seit 1976 hin und wieder als Galerie genutzt. Die zu DDR-Zeiten angepflanzten Italienischen Säulenpappeln wurden 1998 gefällt. 
Im November 2006 wurden durch den Landschaftsarchitekten Stefan Pulkenat aus Gielow Pläne zur Umgestaltung des Marienhains vorgestellt. Er entschied sich, Bäume zu fällen, damit der Marienhain übersichtlich würde. So ging viel von dem ursprünglichen Charakter des Parks verloren. Nachdem 2007 auch gesunde Bäume gefällt wurden, gab es vermehrte Anwohnerbeschwerden. Die Baumfällungen wurden dann auch gestoppt. So blieb die äußere Baumreihe weitgehend erhalten. Der alte Baumbestand wurde durch die Neuanpflanzungen weniger Linden ersetzt. Historisch richtig sollte die zentrale Erscheinung des Pavillons insbesondere durch die verbreiterte Wegeführung betont werden. Am 30. Juni 2008 übergab die Stadt Demmin die sanierte Anlage der Öffentlichkeit.